# Gustav Adolf Bohny

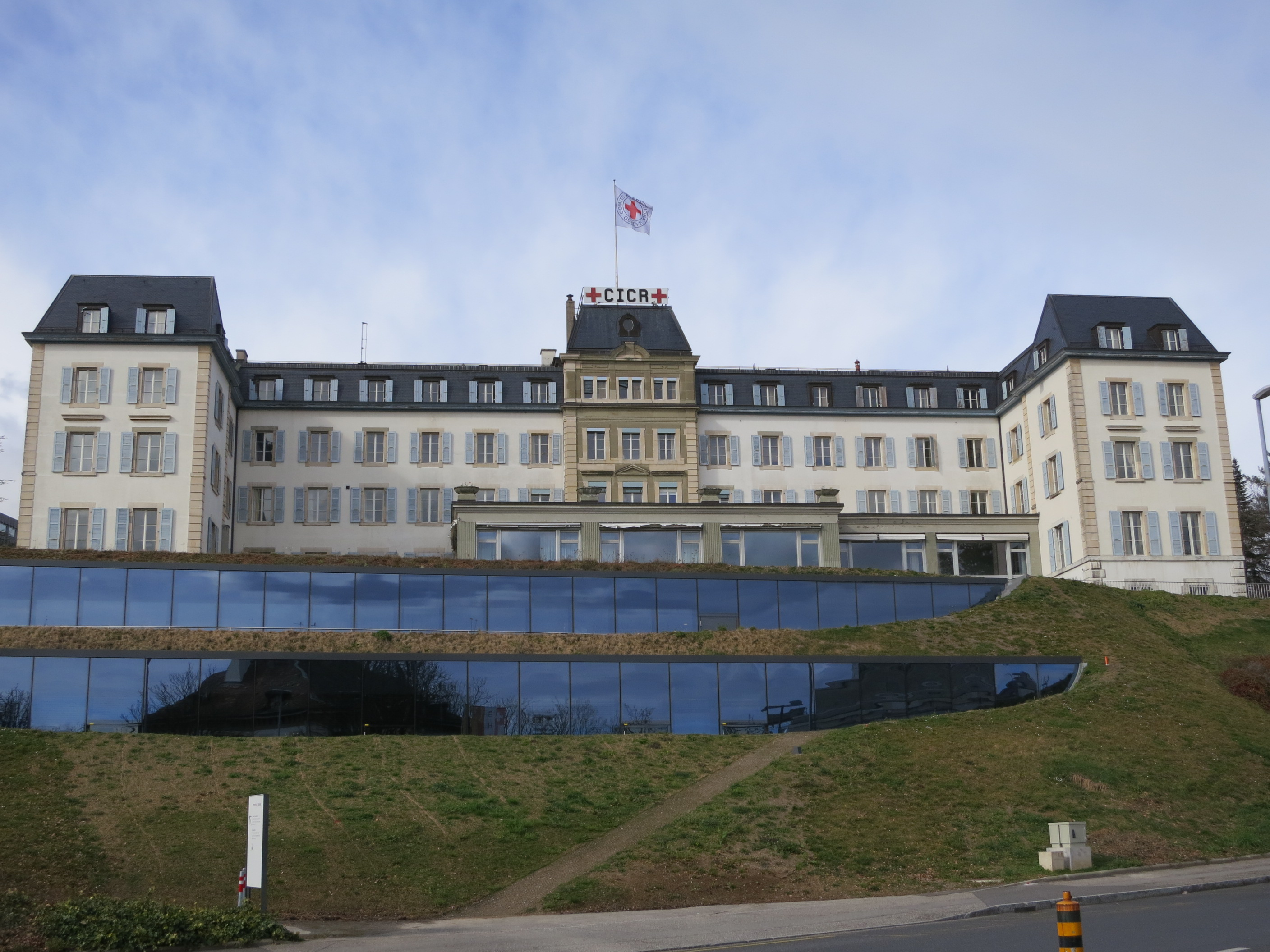
Das Centre Henri-Dunant in Genf (ehemaliges Hotel Carlton-Parc, heute Sitz des IKRK) beherbergte von 1942 bis 1945 über 30.000 kriegsgeschädigte Kinder hauptsächlich aus Frankreich.

Gustav Adolf Bohny (* 23. Oktober 1898 in Basel; † 25. April 1977 ebenda) war ein Schweizer Jurist und Präsident des Schweizerischen Roten Kreuzes (SRK).

## Leben

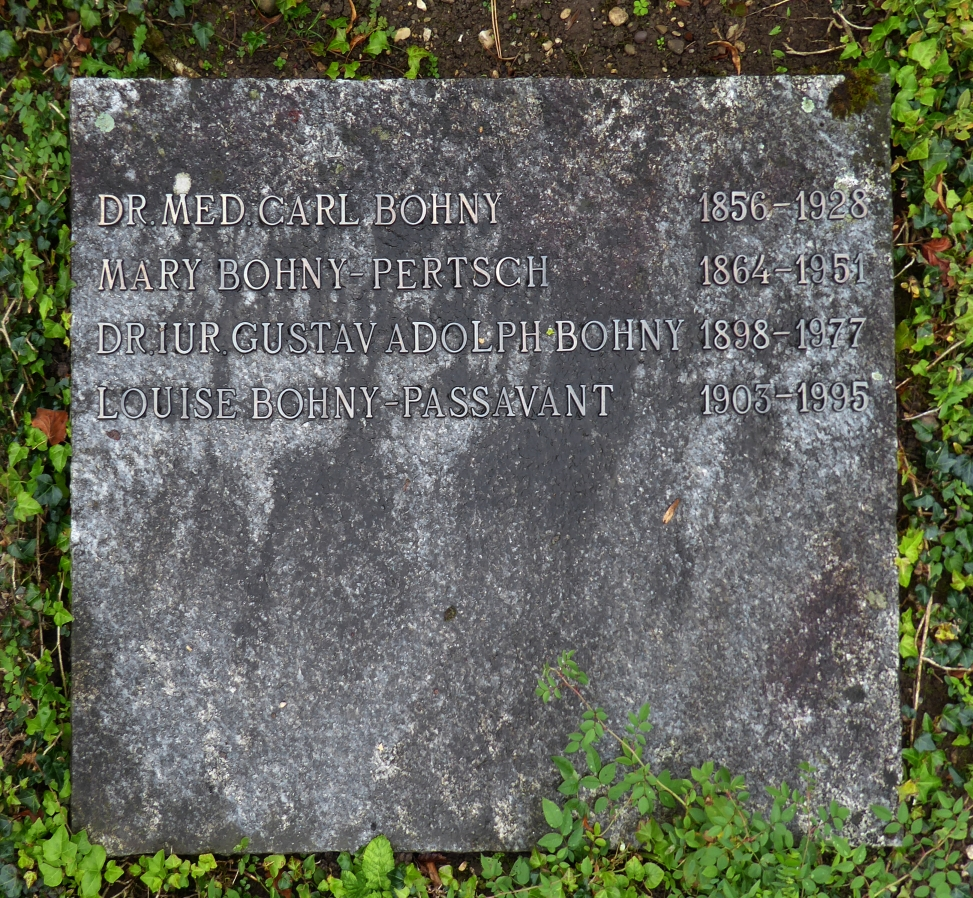
Grabplatte auf dem Friedhof Wolfgottesacker, Basel

Der gebürtige Basler wuchs in der Stadt Basel als Sohn des Rotkreuzchefarztes und SRK-Präsidenten Karl Bohny und der Henriette Marie Johanna Thekla Pertsch aus Frankfurt am Main auf. Um 1917 besuchte der das Basler Gymnasium am Münsterplatz. Er studierte an der Juristischen Fakultät der Universität Basel und promovierte dort 1922 mit der Dissertation Über die rechtliche Stellung der Rotkreuzorganisationen.
Er arbeitete als Advokat, Notar und Ersatzrichter beim Zivilgericht, war ab 1932 Direktionsmitglied und von 1946 bis 1954 als Nachfolger von Johannes von Muralt Präsident des Schweizerischen Roten Kreuzes. Diese Zeit war für das Rote Kreuz eine der schwierigsten Bewährungsproben, sie zeigte die Schwierigkeiten und Grenzen des humanitären Engagements in einem totalen Krieg unter einer totalitären Ideologie.

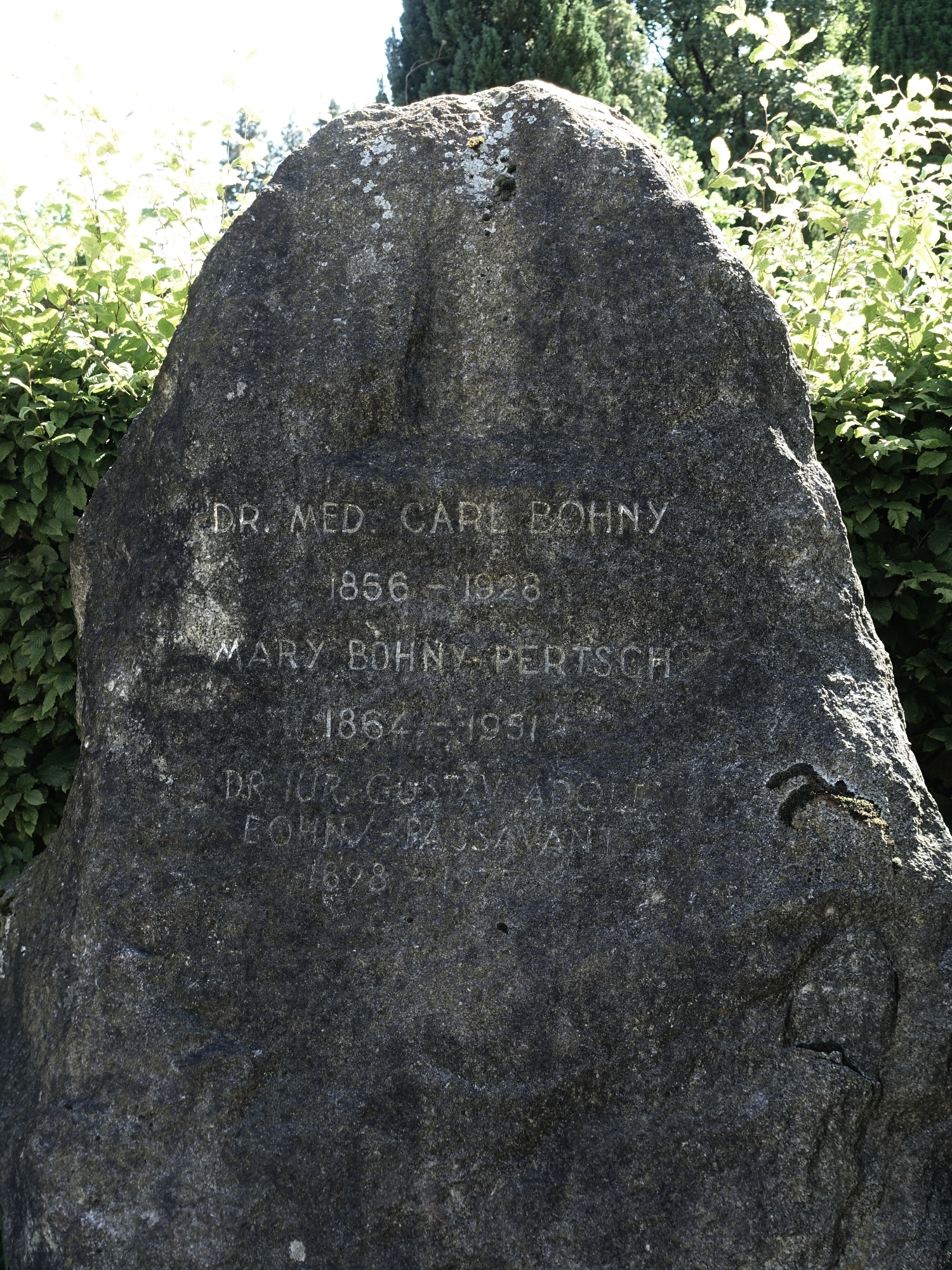
Familiengrab auf dem Wolfgottesacker, Basel

Ab 1942 war er als Delegierter des SRK im obersten Organ, dem Arbeitsausschuss, der Kinderhilfe des Schweizerischen Roten Kreuzes (SRK, Kh) tätig. In seine Amtszeit als SRK Präsident fiel 1946 die Einbeziehung Deutschlands in die Kinderhilfe, bei der er sich intensiv für Hilfeleistungen zugunsten deutscher Flüchtlinge einsetzte. Die SRK-Kinderhilfe hatte während und nach dem Zweiten Weltkrieg über 180.000 kriegsgeschädigten Kindern aus einem Dutzend europäischen Ländern einen mehrmonatigen Erholungsaufenthalt in der Schweiz ermöglicht. Millionen von unterernährten Kindern in ganz Europa erhielten eine tägliche Mahlzeit und ihre Familien wurden mit tausenden von Tonnen Medikamenten, Kleidung und Paketsendungen versorgt. Allein das Centre Henri-Dunant, der heutige Hauptsitz des IKRK, beherbergte von 1942 bis 1945 über 30.000 Kinder. Die bisher grösste Hilfsaktion in der Schweizer Geschichte hatte einen Umfang von rund einer Milliarde Schweizer Franken (heutiger Wert: 2014) und wurde finanziell von der Schweizer Spende unterstützt.
Er heiratete 1934 Louise Passavant. Zusammen hatten sie drei Kinder. Bohny fand seine letzte Ruhestätte auf dem Wolfgottesacker in Basel.

## Veröffentlichungen
- Über die rechtliche Stellung der Rotkreuzorganisationen. Helbing & Lichtenhahn, Basel 1922
- Oberst Carl Bohny, Rotkreuzchefarzt im Weltkrieg 1856-1928. Orell Füssli Verlag, Zürich 1932
- et al.: 700 Jahre Bürgerspital - 1265-1965: Basel, im September 1965. Verlag Kirschgarten-Druckerei, Basel 1965